# 西シベリアにおける石油化学コンビナートのための下層地盤開発記章
西シベリアにおける石油化学コンビナートのための下層地盤開発記章（にしシベリアにおけるせきゆかがくコンビナートのためのかそうじばんかいはつきしょう、ロシア語: Медаль «За освоение недр и развитие нефтегазового комплекса Западной Сибири»）は、ソビエト連邦の記章。1978年7月28日に制定。

## 概要
西シベリアにおける石油化学コンビナートのための下層地盤開発記章は、その名の通り西シベリアで石油化学コンビナートのために下層地盤開発事業へ積極的に参加し、油田やガス田の調査・開発、産出された石油やガスの管理、産業施設や労働者の住居建設、輸送ルート構築、エネルギー供給、石油・ガス産業の研究、ソビエト共産党、労働組合、コムソモールへの貢献などに少なくとも3年間従事した人物へ授与された。
西シベリアにおける石油化学コンビナートのための下層地盤開発記章は、ロシア・ソビエト社会主義共和国最高主席団の提案によりソビエト連邦最高会議での決議を受け制定された。
記章の申請は、企業や団体などが党や労働組合、コムソモールや地区の党組織などを通して行われていた。
記章は左胸に佩用し、ロシア・ソビエト社会主義共和国連邦非黒大地改変記章より下位に置かれた。

## 説明
西シベリアにおける石油化学コンビナートのための下層地盤開発記章は黄銅製でメダルの直径は32mmである。メダル表面には石油リグ、ガスタンク、パイプ敷設機を背景に、ソ連のシンボルである鎌と槌が描かれている。また、円周に沿ってЗа освоение недр и развитие нефтегазового комплекса Западной Сибири（西シベリアにおける石油化学コンビナートのための下層地盤開発）という文言と星が刻まれている。
裏面には五角形の形に拡散する光線を背景にしてСССР（ソビエト社会主義共和国連邦のロシア語における略称）の文字が刻まれている。また、その下には月桂樹と柏葉が交差して配置されている。
メダルには五角形で幅24mmのシルクモアレリボンが付属している。リボンの両端6mmは黄緑色で縁取られ、真ん中には同じく6mmで青の線が引かれている。黄緑と青の線は、互いに1mmの白線と2mmの黒線で仕切られている。

## ギャラリー

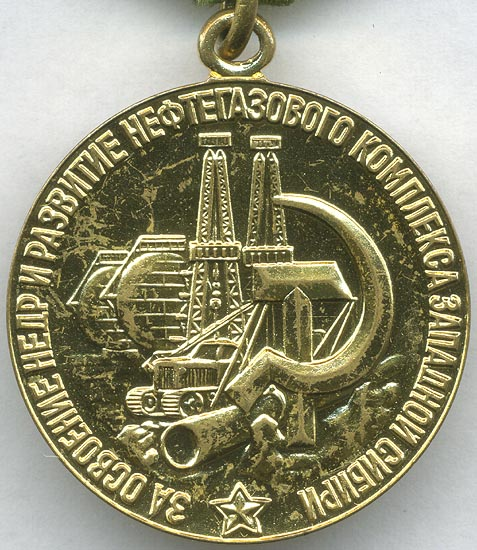
メダル表面
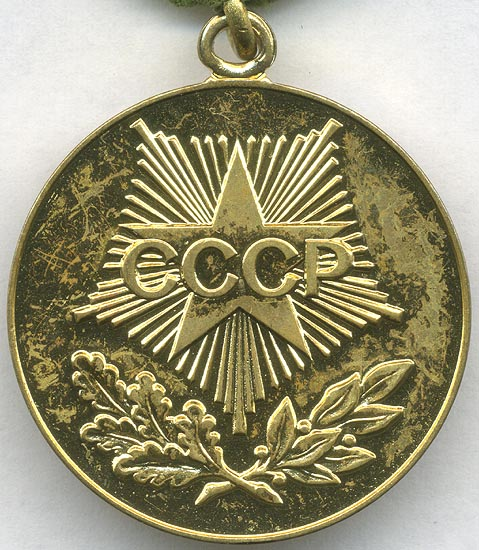
メダル裏面